# Hypnodancer
«Hypnodancer» — песня российской панк-рейв-группы Little Big, выпущенная 8 мая 2020 года на лейблах Warner Music Russia и Little Big Family. Стала первой песней, выпущенной после нашумевшей композиции «Uno», с которой группа планировала поехать на Евровидение 2020.

## Музыкальное видео
Помимо участников группы, в клипе приняли участие другие знаменитости: шоумен Александр Гудков и фронтмен группы The Hatters Юрий Музыченко, вокалистка группы «Ленинград» Флорида Чантурия и блогер Руслан Усачев. Съёмки клипа проводились в Санкт-Петербурге.
Сюжет клипа разворачивается вокруг группировки в лице участников Little Big, которая посещает различные казино, где главный герой в лице Ильи Прусикина запрыгивает на стол и начинает танцевать гипнотический танец, в то время как его сообщники собирают деньги других игроков, после чего они вместе уходят. В одном из казино обнаруживается такой же гипнотизёр (Юрий Музыченко), и начинается батл: кто кого перегипнотизирует. Все приходят в себя, крупье нажимает на тревожную кнопку, появляется полиция. Оба гипнотизёра начинают танцевать сообща и спокойно уходят.
Клип пародирует штампы «крутого фильма»: в казино играют в уно, в роли сигар, алкоголя и наркотиков — карандаши и фломастеры, микроавтобус «Фольксваген» стартует с пробуксовкой, как спорткар…

## Успех
Музыкальное видео попало в тренды YouTube в 26 странах, а в России, Латвии, Украине, Эстонии и Белоруссии заняло 1 место в трендах.
За первый час клип посмотрели 473 тысячи раз, за первые три часа — один миллион раз, за первые двое суток — 12,5 миллионов раз, а за 10 дней — 33 миллиона раз.
Музыкальное видео попало на пятую строчку международного еженедельного чарта самых просматриваемых видео на YouTube от 14 мая 2020 года.

## Чарты
| Чарт (2020)            | Высшая позиция |
| ---------------------- | -------------- |
| Яндекс.Музыка          | 1              |
| Россия (GooglePlay)    | 1              |
| Россия (YouTube Music) | 1              |
| YouTube Weekly Chart   | 5              |
| ВКонтакте              | 16             |
| СНГ (TopHit)           | 79             |
| Россия (TopHit)        | 67             |